# قناة فنون
قناة فنون، هي أول قناة متخصصة بالكوميديا في دول مجلس التعاون والشرق الأوسط وشمال أفريقيا وتسمى بقناة الكوميديا الأولى وفي شهر رمضان نجمة وقمر. بدأ بثها عام 2006، أسسها الفنان الكويتي الراحل عبد الحسين عبد الرضا، وتملكها الآن مجموعة الوطن الاعلامية. تقوم القناة بعرض الأعمال الكوميديه الخليجية والعربية القديمة منها والحديثة.

## سياسة القناة
تقوم القناة بتقديم برامج كوميدية، سواء كانت برامج خاصة بالقناة أو أعمال مشتراه. وخريطة برامجها تتضمن الأفلام والمسلسلات الكوميدية القديمة والحديثة.

### مذيعين القناة
- مشعل الشايع.
- مشاعل الزنكوي.
- عبير الوزان.
- شجون الهاجري.
- مشعل معرفي.
- حنان جابر.
- سوسن هارون.